# 拉托里察河

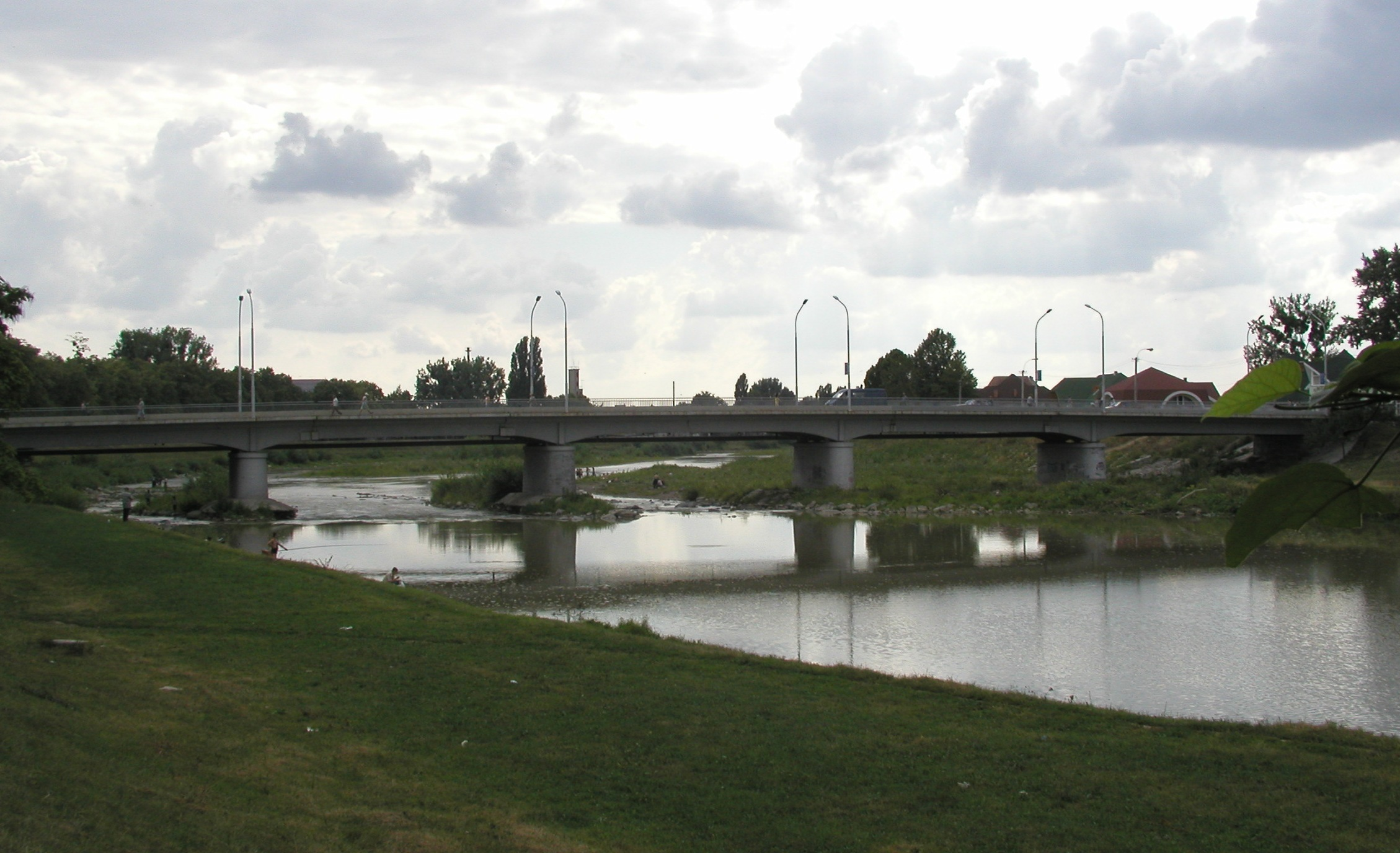

拉托里察河（羅馬化：Latorytsia）是東歐的河流，屬於多瑙河流域的一部分，流經斯洛伐克和烏克蘭西部，河道全長191公里，流域面積3,130平方公里，部分流域在193年被列入國際重要濕地名錄。

## 外部連結
- Ramsar database entry

48°28′N 21°50′E / 48.467°N 21.833°E